# Lasino
Lasino là một đô thị ở tỉnh Trento ở vùng Trentino-Alto Adige/Südtirol của Ý, tọa lạc cách 12 km về phía tây nam của Trento. Tại thời điểm ngày 31 tháng 12 năm 2004, đô thị này có dân số 1.277 người và diện tích là 16,0 km².
Lasino giáp các đô thị: Trento, Calavino, Dro và Cavedine.